# ФК Младост Богутово Село
ФК Младост је фудбалски клуб из Богутовог Села, општина Угљевик, који се такмичи у оквиру Друге лиге Републике Српске — Исток.

## Историја
Клуб је основан 1. јуна.1958. године у ФНР Југославији.

## Познати играчи
- Драган Симикић
- Звјездан Станић

## Резултати
- Куп Републике Српске у фудбалу 2009/10. (четвртфинале)
- Куп Републике Српске у фудбалу 2010/11. (шеснестина финала)
- Регионална лига Републике Српске у фудбалу — Исток 2010/11. (1. мјесто)
- Друга лига Републике Српске у фудбалу — Исток 2011/12.